# Ovo Energy

OVO Energy Logotipo

Ovo Energy (estilizada OVO Energy) es una empresa de suministro de energía con sede en Bristol, Inglaterra. Fue fundada por Stephen Fitzpatrick en septiembre de 2009, año en el cual comenzó a comercializar energía, comprando y vendiendo electricidad y gas para abastecer a propiedades en todo el Reino Unido.
10 años después, la empresa inicia una expansión internacional con una sede en Francia y otra en Barcelona, España, donde iniciaron sus servicios en agosto de 2019 con una propuesta de valor basada en energía 100% verde.
En junio de 2017 contaba con 680.000 clientes, lo que supone un incremento de 10.000 respecto al año anterior y representa una cuota de mercado en el Reino Unido del 2,5%. En noviembre de 2018, OVO Energy adquirió a uno de sus mayores competidores, Spark Energy. El 14 de febrero de 2019, Mitsubishi Corporation compró una participación del 20 por ciento de OVO Energy, valorando la empresa en 1.000 millones de libras esterlinas.
Aunque comenzó como una de las más de 15 compañías energéticas más pequeñas que compiten con las Seis Grandes (los mayores proveedores de energía del Reino Unido) y que dominan el mercado, en septiembre de 2019 OVO anunció la adquisición por 500 millones de libras del negocio minorista de SSE, convirtiéndose así en una de las Seis Grandes del Reino Unido y en el primer proveedor independiente de electricidad a nivel mundial que adquiera a una comercializadora histórica (uno de los "big 6").

## Resumen
La compañía obtiene energía de varios proveedores de todo el Reino Unido y de otros países. Las oficinas centrales de OVO Energy están en Bristol. La compañía es de propiedad británica y cuenta con respaldo privado.
OVO Energy suministra gas y electricidad a clientes domésticos desde 2009, y a clientes empresariales desde 2013. Este sector de la economía británica está dominado por una serie de grandes empresas conocidas como las Seis Grandes (British Gas, EDF Energy, E.ON, Npower, Scottish Power, y SSE).

## Electricidad
La electricidad suministrada por OVO Energy proviene de varias fuentes, incluyendo parques eólicos en Gloucestershire y el norte de Gales, de la combustión de gas de los vertederos. Sus dos tarifas incluyen un 50% de electricidad verde (Ovo Better Energy) y un 100% de electricidad verde (Ovo Greener Energy).

## Gas
OVO Energy obtiene su gas de la red nacional. La mayor parte del gas del Reino Unido proviene del Mar del Norte; el resto proviene de Noruega, Europa continental y algunos de otros lugares. El gas se importa cada vez más en forma de gas natural licuado (GNL), enfriado a unos -165 °C y comprimido para facilitar su transporte.

## Competencia en el mercado de la energía
La entrada de OVO en el mercado de suministro de Reino Unido en 2009 fue bien recibida ya que aumentó la competencia en un mercado que había sido criticado por los altos precios.
En octubre de 2013, el director general Stephen Fitzpatrick se presentó en un comité parlamentario especial frente al cambio climático y comisión de energía, cuando se pidió a las empresas energéticas que justificaran las recientes subidas de los precios del gas y la electricidad. Fitzpatrick explicó al comité que el "precio al por mayor del gas se había abaratado", contrariamente a las afirmaciones de los Seis Grandes proveedores de energía de que los precios internacionales mundiales del gas y la electricidad habían aumentado de forma constante.
En noviembre de 2018, OVO adquirió con éxito a uno de sus rivales en problemas, Spark Energy, cuando se anunció que el proveedor había dejado de operar.
Tras el colapso de Economy Energy en enero de 2019, el regulador Ofgem anunció que OVO Energy se haría cargo de los 235.000 clientes de Economy Energy.

## Patrocinios
En 2017, OVO Energy empezó a patrocinar el The Women's Tour y la Vuelta a Gran Bretaña, las carreras ciclistas por etapas más largas que se celebran en el Reino Unido. En marzo de 2018, OVO anunció que comenzaría a ofrecer premios en metálico por igual para ambos tours.